# Виницька (Чорногорія)
Виницька (чорн. Vinicka/Виницка) — село (поселення) в Чорногорії, підпорядковане общині Беране. Християнське поселення з населенням 1 000 мешканців.

## Населення
Динаміка чисельності населення (станом на 2003 рік):
- 1948 → 770
- 1953 → 793
- 1961 → 749
- 1971 → 787
- 1981 → 732
- 1991 → 640
- 2003 → 607

Національний склад села (станом на 2003 рік):
Слід відмітити, що перепис населення проводився в часи міжетнічного протистояння на Балканах й тоді частина чорногорців солідаризувалася з сербами й відносила себе до спільної з ними національної групи (найменуючи себе югославами-сербами — притримуючись течії панславізму). Тому, в запланованому переписі на 2015 рік очікується суттєва кореляція цифр національного складу (в сторону збільшення кількості чорногорців) — оскільки тепер чіткіше проходитиме розмежування, міжнаціональне, в самій Чорногорії.